# Татарска носия
Татарският национален костюм включва традиционното облекло.
Под татарска носия трябва да се разбира изключително широката гама от националните дрехи на различните подгрупи на татарите. Върху формирането на единния съвременен вид и представа за национален костюм значително влияние в края на XIX век оказват традициите на поволжките татари. Силно влияние върху татарската носия са имали и традициите на източните народи и на исляма.
Днес националната татарска носия се използва главно като театрален реквизит. Основа на костюма представляват кулмекът (риза-рокля) и шалварите, но също и одеждите, наричани бешмет, чекмен и казакин.
Като връхни дрехи често се навлича халат, като тази дума произхожда от арабската хилгат – най-горния елемент на работно облекло. Връхна дреха също така е и чобата – лека и без подплата. По правило тя се шие от ленено или конопено платно домашно производство и е с дължина малко под коляното. Чекменът е вталено дългополо, селско полусезонно облекло. Момичетата украсяват своя костюм с елече или престилка.

## Шапки
Сред мъжките шапки специално място заема тюбетейката.
Част от националната интелигенция в края на XIX – началото на XX век, която следва тогавашната мода, подражава на турските традиции, носейки фес. Основното средство сред женските шапки е калпакът.
Сред ислямското духовенство при татарите също е било разпространено носенето на чалми.

## Обувки
Сред градските татари широко разпространение получава носенето на ичиг (читек). В селските райони са носени чабата (лапти).